# تامارا ترونوا
تامارا ترونوا (انگلیسی: Tamara Trunova؛ زادهٔ ۵ مهٔ ۱۹۸۲) کارگردان نمایش اهل اوکراین  است.